# Komise biskupských konferencí Evropské unie
Komise biskupských konferencí Evropské unie (COMECE, Commissio episcopatuum Communitatis Europaeae) je organizace, která oficiálně reprezentuje katolické biskupské konference členských zemí Evropské unie při orgánech EU. Zprostředkovává dialog mezi těmito stranami a monitoruje politiku a legislativu Evropské unie, zejména z pohledu sociální nauky katolické církve. Je třeba ji nezaměňovat s Radou evropských biskupských konferencí (CCEE). Komise byla ustanovena 3. března 1980. Je složena z delegátů biskupských konferencí všech 26 biskupských konferencí Evropské unie a v Bruselu má svého stálého generálního sekretáře, který udržuje kontakt s unijními institucemi i s apoštolským nunciem při Evropské unii. Je vedena předsedou (v současné době je jím Mariano Crociata), jemuž pomáhají čtyři místopředsedové a generální sekretář.

## Seznam předsedů COMECE
- biskup Franz Hengsbach (1980 –1984)
- arcibiskup Jean Hengen (1984 –1990)
- arcibiskup Charles-Amarin Brand (1990 –1993)
- biskup Josef Homeyer (1993 –2006)
- biskup Adrianus Herman van Luyn, S.D.B. (2006 – 2011)
- kardinál Reinhard Marx (2012 –2018)
- kardinál Jean-Claude Hollerich, S.J. (8. března 2018 – 22. března 2023)
- biskup Mariano Crociata, od 22. března 2023

## Seznam místopředsedů COMECE
- biskup Jean Hengen (1982 –1984)
- biskup Dante Bernini (1983 –1986)
- biskup Franz Hengsbach (1984 –1986)
- biskup José da Cruz Policarpo (1986 –1990)
- arcibiskup Charles-Amarin Brand (1986 –1990)
- biskup Luc Alfons De Hovre, S.J. (1990 –1993)
- biskup Joseph Duffy (1990 –1993)
- arcibiskup Elías Yanes Álvarez (1993 –2000)
- arcibiskup Fernand Franck (1993 –2000)
- biskup Attilio Nicora (2000 –2002)
- biskup Adrianus Herman van Luyn, S.D.B. (2000 –2006)
- arcibiskup Hippolyte Louis Jean Simon (2003 –2006)
- arcibiskup Diarmuid Martin (2006 –2009)
- biskup Piotr Jarecki (2006 –2012)
- kardinál Reinhard Marx (2009 –2012)
- biskup Jean Kockerols (2012 –2018)
- biskup Gianni Ambrosio (2012 –2018)
- biskup Virgil Bercea (2012 –2015)
- biskup Rimantas Norvila (2016 –2018)
- biskup Czesław Kozon (2016 –2018)
- biskup Noël Treanor (8. března 2018 – 22. března 2023)
- biskup Mariano Crociata (8. března 2018 – 22. března 2023)
- biskup Jan Vokál (8. března 2018 – 22. března 2023)
- biskup Franz-Josef Overbeck (8. března 2018 – 22. března 2023)
- arcibiskup Antoine Hérouard (od 22. března 2023)
- biskup Nuno Brás da Silva Martins (od 22. března 2023)
- biskup Rimantas Norvila (od 22. března 2023)
- biskup Czesław Kozon (od 22. března 2023)

## Seznam generálních sekretářů COMECE
- kněz Paul Huot-Pleuroux (1980–1993)
- kněz Noël Treanor (1993–2008)
- kněz Piotr Mazurkiewicz (2008–2012)
- kněz Patrick H. Daly (2012–2016)
- kněz Olivier Poquillon , O.P., 4. března (2016–2019)
- kněz Manuel Barrios Prieto (od 2019 )